# (11547) Griesser
(11547) Griesser ist ein Asteroid, der am 31. Oktober 1992 durch den deutschen Berufsastronomen Freimut Börngen in Tautenburg bei Jena entdeckt wurde.
Er trägt den Namen von Markus Griesser, dem langjährigen Leiter der Sternwarte Eschenberg in Winterthur (Schweiz). Griesser ist ein international anerkannten Beobachter von erdnahen Kleinplaneten. Er hat bis heute bei rund 300 neu gefundenen erdnahen Asteroiden (Near Earth Asteroids) zur ersten Bahnbestimmung beigetragen und entdeckte in den Jahren von 2001 bis 2009 von der Winterthurer Sternwarte Eschenberg aus selber zehn Asteroiden. Neun davon sind inzwischen benannt.